# Théâtre de la Madeleine
El Théâtre de la Madeleine es un teatro en París construido en estilo inglés en el año 1924 por Charles Imandt, en el lugar de un antiguo carrusel. El primer gran éxito del teatro llegó con la presentación de la primera parte de Les marchands de gloire de Marcel Pagnol. 
El Teatro de la Madeleine estuvo estrechamente relacionado con el actor de teatro, actor de cine, director, guionista y prolífico dramaturgo francés Sacha Guitry, quien compuso 24 de sus obras aquí entre 1932 y 1940.
Simone Valère y Jean Desailly fueron directores de teatro desde 1980 hasta 2002. En 2003, el trabajo de director fue asumido por Frederick Frank (hasta 2012) y Stéphane Lissner (hasta 2005). Desde 2012, Jean-Claude Camus es el director.

## Estrenos
- 1957: La Mamma. Original de André Roussin.
- 1960: Une femme qui dit la vérité. Original de André Roussin.
- 1960: Les glorieuses. Original de André Roussin.
- 1963: Un amour qui ne finit pas. Original de André Roussin.